# Andrea Tagwerker
Andrea Tagwerker (ur. 23 października 1970 w Bludenz) – austriacka saneczkarka, medalistka igrzysk olimpijskich, mistrzostw świata i Europy, zwyciężczyni Pucharu Świata.
Na igrzyskach olimpijskich w Lillehammer zdobyła brązowy medal. Na mistrzostwach świata wywalczyła cztery medale, w tym trzy złote. Mistrzynią świata zostawała w drużynie mieszanej, na trzech kolejnych imprezach: MŚ w Altenbergu (1996), MŚ w Innsbrucku (1997) oraz MŚ w Königssee (1999). Na mistrzostwach Europy zdobyła sześć medali. Trzykrotnie zostawała wicemistrzynią Europy: w ME 1992 i ME 1996 w drużynie mieszanej oraz w ME 1998 w jedynkach. Brąz zdobywała w ME 1994 i ME 1998 w drużynie oraz w ME 1996 w jedynkach. W Pucharze Świata trzykrotnie zajmowała miejsce na podium klasyfikacji generalnej, zdobywając Kryształową Kulę w sezonie 1996/1997.
W 1994 roku została odznaczona Odznaką Honorową za Zasługi dla Republiki Austrii.

## Osiągnięcia

### Saneczkarstwo na zimowych igrzyskach olimpijskich
| Rok  | Miejsce     | Jedynki |
| ---- | ----------- | ------- |
| 1988 | Calgary     | 12.     |
| 1992 | Albertville | 7.      |
| 1994 | Lillehammer | 3.      |
| 1998 | Nagano      | 5.      |

### Puchar Świata

#### Miejsca na podium w klasyfikacji generalnej
| Sezon     | Miejsce |
| --------- | ------- |
| 1992/1993 | 3.      |
| 1993/1994 | =3.     |
| 1996/1997 | 1.      |